# Madeleine Lebeau
Marie Madeleine Berthe Lebeau (Antony, 10 de junho de 1923 — Estepona, 1 de maio de 2016) foi uma atriz francesa.
Iniciou a carreira em 1939, atuando no drama francês "Jeunes filles en détresse" (no Brasil: A Lei Sagrada). Logo em seguida, fugiu de seu país quando era iminente a invasão dos nazistas. Recém casada com o ator Marcel Dalio, ambos tinham a intenção de refugiar-se no Chile, quando o navio em que viajavam fez escala no México e seus passaportes foram apreendidos, pois eram falsos. Com a concretização da invasão nazista em seu país de origem, conseguiram asilo no Canadá e posteriormente fixaram residência nos Estados Unidos.
Em 1941, trabalhou no longa Hold Back the Dawn (em Portugal: A Minha História) e em 1942 no filme "Gentleman Jim" (no Brasil: O Ídolo do Público).
Ainda em 1942, fez parte do elenco de Casablanca, atuando como a amante de Rick (interpretado por Humphrey Bogart). É de sua atuação a cena iconográfica do filme, quando a clientela do Rick's Café American cantam a La Marseillaise para contrariarem a opção musical de alguns oficiais nazistas presente no bar, e Yvonne (personagem interpretada por Lebeau), depois do término da música, grita a frase "Vive a France, vive a democratie" ("Viva França, viva a democracia"). A cena foi considerada uma das mais lembradas da história do cinema.
Madeleine Lebeau foi a representante do elenco de Casablanca com maior longevidade após o lançamento do filme. Ainda nos Estados Unidos, trabalhou em mais alguns filmes e em produções na Broadway. Após a guerra, retornou para a França e trabalhou em diversos filmes franceses, italianos, ingleses e espanhóis. 
Aposentou-se em 1970 após atuar na série da televisão francesas "Allô Police". Quando morreu, residia em uma cidade do interior da Espanha.